# ترمس برتقالي
الترمس البرتقالي (باللاتينية: Lupinus citrinus) نوع نباتي يتبع جنس الترمس من الفصيلة البقولية المعروفة بقدرتها على تثبيت النيتروجين الجوي من خلال بكتيريا المستجذرة.
موطنه ولاية كاليفورنيا الأمريكية.

## الوصف النباتي
نبات حولي أوراقه مركبة كفية، تضم كل واحدة منها ما بين ست وتسع وريقات. الأزهار برتقالية إلى صفراء إلى بيضاء.